# Rusty Egan
Rusty Egan era el baterista de diversos grupos de punk rock y new wave. Tocó para The Rich Kids, The Skids, The Misfits y Visage.
Nació el 19 de septiembre de 1957. Criado en una familia de músicos, al parecer de origen o ascendencia irlandesa, se influenció por la orquesta que dirigía su padre. Sin embargo, no le atrajo el estilo musical del grupo y no quiso saber nada de él.
Antes de ser insertado en The Rich Kids por Glen Matlock, el bajista de Sex Pistols, trabajaba como repartidor en una compañía de la Warner. Estuvo desde marzo de 1977 hasta diciembre de 1978 en esa banda, al lado de Matlock, Steve New y Midge Ure. Continuó con Ure en Misfits, The Skids y Visage. 
Fue novio de Brigitte Arens, voz francesa en la canción Fade to Grey de Visage. 
De 1979 a 1981 fue DJ de Blitz, el nightclub new romantic de Londres donde estuvieron inmersos Steve Strange, Boy George, Sade, Marylin, Spandau Ballet y otros. Allí ponía música de géneros en boga como las olas de synth pop, electrónica y del nuevo romanticismo (o sea new romantic) alemanas (Kraftwerk), japonesas (Yellow Magic Orchestra) y británica (Brian Eno, Ultravox, Landscape, Japan, etc.). Como este club se fue volviendo más popular, Egan fue siendo reconocido como la figura central de la escena nocturna londinense.
Hoy en día Rusty Egan presenta su show semanal en la radio mexicana http://artefaktorradio.com/
También fue propietario de The Cage, una tienda de discos new romantic en el London King's Road
- Datos: Q5627680